# San Francisco Pride
La San Francisco Lesbian, Gay, Bisexual, Transgender Pride Celebration, généralement connue sous le nom de San Francisco Pride, est un défilé et un festival qui se tient chaque année à San Francisco en juin pour célébrer les homosexuels, bisexuels et transgenres. C'est l'une des plus célèbres et fréquentées marches des fiertés dans le monde.
Elle est considérée comme la plus grande marche des fiertés des États-Unis.

## Histoire

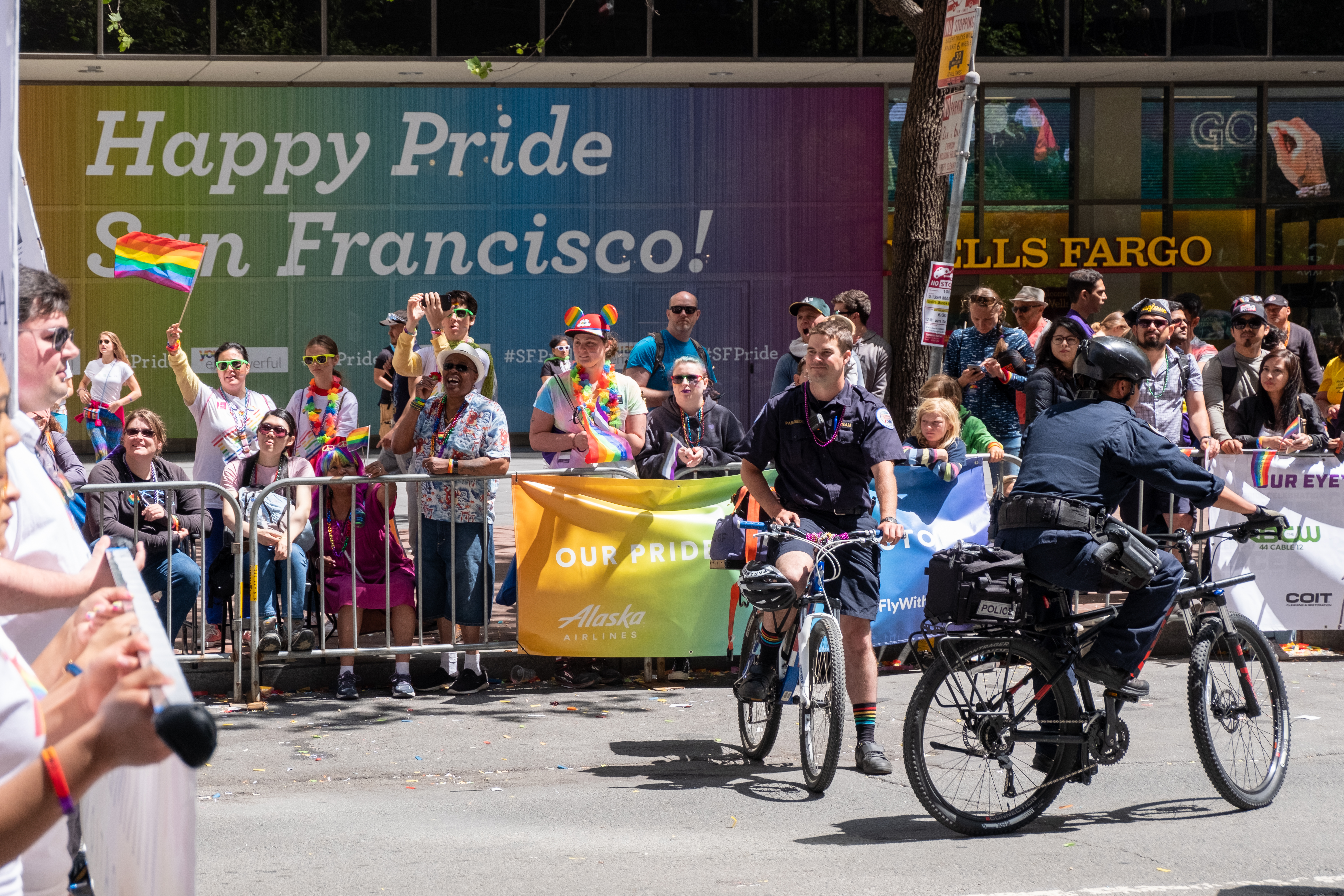
Défilé de la San Francisco Pride en 2019.

Le  27 juin 1970, le Gay Liberation Front organise des marches à New York, San Francisco et Los Angeles un an après les Émeutes de Stonewall où huit policiers ont fait une descente dans un bar homosexuel de Greenwich Village à New York le 28 juin 1969. Leurs slogans sont « Gay pride » (fierté homosexuelle) et « Come out » (Montrez-vous),,.